# Twór siatkowaty
Twór siatkowaty albo układ siatkowaty (łac. formatio reticularis), inaczej retikularny, „kora pnia mózgu” – układ struktur układu nerwowego rozciągający się w pniu mózgu od międzymózgowia do rdzenia przedłużonego, a następnie przechodzący w twór siatkowaty rdzenia kręgowego.
Neurony tworu siatkowatego mają następujące cechy charakterystyczne:
- ich dendryty słabo się rozgałęziają,
- neuryty dzielą się na gałęzie wstępujące i zstępujące,
- perykariony ich są w niektórych miejscach rozproszone.

W rdzeniu kręgowym twór siatkowaty znajduje się w warstwie pośredniej pomiędzy istotą szarą tworzącą rogi (słupy) przednie i tylne, w pobliżu kanału środkowego.
Udało się wyodrębnić 96 jąder tworu, z których najważniejsze to:
- jądro boczne,
- jądro podtrójdzielne,
- jądro szwu,
- jądro brodawkopodobne,
- jądro miejsca sinawego,
- jądro olbrzymiokomórkowe,
- jądro środkowe górne,
- jądro konarowo-mostowe nakrywki,
- jądro śródmiąższowe,
- jądro siatkowate wzgórza,
- jądro śródblaszkowe wzgórza,
- jądro brzuszne przednio-boczne wzgórza.

## Układ siatkowaty
Układ siatkowaty jest pojęciem czynnościowym. Neurony tego układu przewodzą impulsy nerwowe drogami nieswoistymi. W skład tego układu wchodzą neurony przekazujące lub hamujące impulsacje za pośrednictwem niemalże wszystkich rodzajów neurotransmiterów. Odpowiada za regulację wielu czynności wegetatywnych, mając możliwość wpływania na jądra nerwów czaszkowych i ośrodki wegetatywne, które są wręcz „wtopione” pomiędzy struktury układu siatkowatego. Twór siatkowaty wpływa na czuwanie, sen i świadomość. Uszkodzenie jego struktur wprowadza pacjenta w stan wegetatywny. 
Fizjologicznie dzieli się ten układ na:
- część zstępującą – kontroluje czynność odruchową rdzenia kręgowego, wpływa na czynność ośrodków oddechowych, krążeniowych oraz na napięcie mięśniowe. Część zstępująca dzieli się na:
  - część pobudzająca – toruje lub przyspiesza przewodnictwo innych neuronów,
  - część hamująca – blokuje lub zwalnia przewodnictwo innych neuronów,
- część wstępującą – przewodzi impulsy aferentne jako droga nieswoista oraz kontroluje czynność neuronów jąder ruchowych mostu, jąder ruchowych nerwów kontrolujących ruch gałek ocznych. Dzieli się na:
  - układ siatkowy wstępujący pobudzający (RAS) – prowadzi impulsację do wszystkich pól kory, ośrodków autonomicznych oraz ośrodków podkorowych motywacyjnych,
  - układ wstępujący hamujący czyli układ rekrutujący wzgórza – działa antagonistycznie do RAS, synchronizuje czynność bioelektryczną mózgu (wygasza jego aktywność).

## Drogi tworu siatkowatego

### Drogi doprowadzające
- droga rdzeniowo-siatkowa – biegnie w sznurze przednim oraz bocznym rdzenia kręgowego. Przewodzi impulsację czuciową eksteroreceptywną, proprioreceptywną oraz interoreceptywną do tworu siatkowatego, duża część impulsacji biegnie do jądra olbrzymiokomórkowego. Połączenie to stanowi podstawę ośrodkowego hamowania bólu.
- droga móżdżkowo-siatkowa górna, dolna oraz środkowa – biegną przez konary móżdżku. Móżdżek za pośrednictwem tworu siatkowatego oddziałuje na rdzeń kręgowy, korygując ruchy wykonywane w danej chwili.
- drogi rozpoczynające się w międzymózgowiu – przewodzą impulsację od wzgórza, podwzgórza oraz układu limbicznego.
- droga korowo-siatkowa – włókna tej drogi biegna razem z włóknami drogi korowo-rdzeniowej i korowo-jądrowej do poszczególnych jąder tworu siatkowatego.

### Drogi odprowadzające
- drogi wstępujące – układ siatkowaty wstępujący pobudzający i hamujący (układ rekrutujący).
- droga siatkowo-rdzeniowa przednia (przyśrodkowa) – rozpoczyna się od jąder śródmózgowiowych i mostu, jest drogą nieskrzyżowaną. Działa pobudzająco na komórki rogów przednich – droga torująca.
- droga siatkowo-rdzeniowa boczna – rozpoczyna się od jąder rdzenia przedłużonego i jest drogą skrzyżowaną. Działa hamująco na komórki rogów przednich.
- droga siatkowo-móżdżkowa – rozpoczyna się głównie w jądrach mostu.